# Guerra dels Ossos
La Guerra dels Ossos o Gran Febre dels Dinosaures fou una competició aferrissada en l'excavació i el descobriment de fòssils durant la Gilded Age dels Estats Units, marcada per la intensa rivalitat entre els paleontòlegs Edward Drinker Cope, de l'Acadèmia de Ciències Naturals de Filadèlfia, i Othniel Charles Marsh, del Museu Peabody d'Història Natural de la Universitat Yale. Tots dos recorregueren al joc brut (amb suborns, robatoris i destrucció d'ossos) i es denigraren mútuament en publicacions científiques en un intent d'arruïnar la reputació del seu rival i tallar-li el finançament.
La seva recerca d'ossos els dugué a l'oest, als rics jaciments paleontològics de Colorado, Nebraska i Wyoming. Entre el 1877 i el 1892, ambdós paleontòlegs utilitzaren el seu patrimoni i la seva influència per finançar les seves pròpies expedicions i obtenir serveis i fòssils de caçadors de dinosaures. Al final de la Guerra dels Ossos, ambdós havien exhaurit el seu patrimoni per alimentar la seva intensa rivalitat.
Cope i Marsh quedaren econòmicament i socialment arruïnats pels seus esforços per deshonrar l'altre, però les seves contribucions a la ciència i la disciplina de la paleontologia foren immenses; a la seva mort, deixaren caixes i més caixes de fòssils per obrir que foren aprofitades per científics posteriors. La disputa entre els dos homes portà al descobriment i la descripció de més de 142 espècies noves de dinosaures. La Guerra dels Ossos, com a resultat, aportà un millor coneixement de la vida prehistòrica, despertà l'interès del públic pels dinosaures, i portà a la continuació de la recerca de fòssils a Nord-amèrica durant les dècades següents. També s'han publicat diversos llibres històrics i adaptacions de ficció sobre aquest període d'intensa rivalitat paleontològica.

## Història

### Context
Hi hagué un temps en què Cope i Marsh eren amics. S'havien conegut a Berlín (Alemanya) el 1864, i passaren uns quants dies junts. Fins i tot anomenaren espècies en honor l'un de l'altre. Tanmateix, amb el temps la seva relació empitjorà, degut en part al seu temperament. Cope era conegut per la seva pugnacitat i tenia un temperament irascible, mentre que Marsh era més lent, metòdic i introvertit. Ambdós eren conflictius i desconfiats. A vegades, les teories científiques dels dos eren dràsticament diferents; Cope era un ferm defensor del neolamarckisme, mentre que Marsh propugnava la teoria de Charles Darwin d'evolució per selecció natural. Fins i tot quan eren amics, tenien el costum de llançar-se pulles. Com ho explicà un observador: «El patrici Edward podria haver considerat que Marsh no era exactament un cavaller. L'acadèmic Othniel probablement pensava que Cope no era exactament un professional».
Cope i Marsh tenien orígens molt diferents. Cope nasqué al si d'una família quàquera rica i influent de Filadèlfia. Tot i que el seu pare volia que Cope treballés de granger, aquest es distingí com a naturalista. El 1864, quan ja era membre de l'Acadèmia de Ciències Naturals, Cope esdevingué professor de zoologia al Haverford College i s'uní a Ferdinand Hayden en les seves expedicions a l'oest. Marsh, fill d'una família de pocs mitjans de Lockport (Nova York), hauria crescut pobre si no hagués estat per l'ajut del seu oncle, el filantrop George Peabody. Marsh convencé el seu oncle perquè construís el Museu Peabody d'Història Natural, i aconseguí el càrrec de director del museu. Això, juntament amb l'herència que rebé de Peabody, quan aquest morí el 1869, feia possible que Marsh gaudís d'una còmoda posició financera tot i que, degut en part a la visió estricta que tenia Peabody del matrimoni, Marsh romandria solter tota la vida.
En una ocasió, els dos científics havien marxat en una expedició de recol·lecta de fòssils als pous de marga de Cope a Nova Jersey, on William Parker Foulke havia descobert l'holotip del dinosaure Hadrosaurus foulkii, descrit pel paleontòleg Joseph Leidy; aquest fou un dels primers descobriments de dinosaures a Amèrica, i els pous encara eren rics en fòssils. Tot i que els dos hi anaren amigablement, Marsh subornà en secret els operadors dels pous perquè li portessin els fòssils que descobrien a ell, en lloc de Cope. Els dos començaren a atacar-se l'un a l'altre en documents i publicacions, i la seva relació personal empitjorà. Marsh humilià Cope indicant que la seva reconstrucció del plesiosaure Elasmosaurus era defectuosa, amb el cap posat on hauria d'anar la cua (segons el seu relat 20 anys més tard; en realitat fou Leidy qui publicà la seva correcció poc després). Cope, per la seva banda, començà a excavar en allò que Marsh considerava el seu terreny privat de caça d'ossos a Kansas i Wyoming, empitjorant la seva relació.

### 1872-1877: Primeres expedicions
En la dècada del 1870, l'atenció professional de Cope i Marsh se sentí atreta cap a l'oest americà per notícies de grans descobriments de fòssils. Utilitzant la seva influència a Washington, Cope aconseguí un lloc al Servei Geològic dels Estats Units a les ordres de Ferdinand Hayden. Tot i que el lloc no estava remunerat, oferia a Cope una gran oportunitat de recollir fòssils a l'oest i publicar les seves troballes. El talent de Cope per escriure de manera dramàtica plaïa a Hayden, que necessitava fer una impressió popular amb els informes oficials del servei. Al juny del 1872, Cope marxà en el seu primer viatge, planejant observar les capes fossilíferes de l'Eocè de Wyoming per si sol. Això provocà friccions entre Cope, Hayden i Leidy. Era Leidy qui havia rebut gran part dels fòssils de les col·leccions de Hayden fins que Cope entrà al servei, i ara Cope buscava fòssils al territori preuat de Leidy – al mateix temps que Leidy també n'hauria d'haver estat buscant. Hayden intentà alleujar la tensió amb Leidy mitjançant una carta:
| « | Li vaig demanar que no anés a aquest camp on vostè anava. Ell es burlà de la idea d'estar restringit a qualsevol localitat i digué que pensava anar-hi l'ajudés o no. Jo estava angoixat per assegurar-me la cooperació d'un tal treballador com un honor del meu equip. No podia responsabilitzar-me del camp que triés, car no li pago cap salari i només una part de les seves despeses. Per tant, vostè veurà que, tot i que no és agradable treballar competint amb altres, sembla gairebé una necessitat. Vostès poden simpatitzar. | » |

Cope s'endugué la seva família amb ell fins a Denver, mentre Hayden intentava evitar que Cope i Leidy fessin prospeccions a la mateixa zona. Seguint una pista donada pel geòleg Fielding Bradford Meek, Cope també pensava investigar informes d'ossos que Meek havia trobat a prop de l'estació de Black Buttes i la línia fèrria. Cope trobà l'indret i les restes esquelètiques d'un dinosaure que anomenà Agathaumas sylvestris. Creient que comptava amb el ple suport de Hayden i el servei, Cope viatjà a Fort Bridger al juny, descobrint-hi que els homes, els vagons, els cavalls i l'equipació que s'esperava no hi eren. Cope reuní un equip de la seva pròpia butxaca, que consistia en dos companys d'equip, un cuiner i un guia, juntament amb tres homes de Chicago que estaven interessats a estudiar amb ell. Finalment, resultà que dos dels homes de Cope estaven empleats per Marsh. Quan el paleontòleg rival descobrí que els seus homes estaven acceptant diners de Cope, es posà furiós. Tot i que els homes intentaren assegurar a Marsh que encara eren homes seus (un d'ells suggerí que acceptà la feina per allunyar Cope dels fòssils bons), la desídia de Marsh a l'hora de demanar acords en ferm i de fer pagaments els podria haver empès a buscar un altre treball. El viatge de Cope dugué l'expedició per paisatges agrestos que només Hayden havia reconegut, i descobrí desenes de noves espècies. Mentrestant, un dels homes de Marsh envià una part del seu material a Cope per equivocació. Quan rebé els fòssils, Cope els retornà a Marsh, però aquest incident danyà encara més la seva relació.
El 1872 s'abandonà qualsevol pretensió de cordialitat entre els dos i a la primavera del 1873 començaren les hostilitats obertes. Al mateix temps, Leidy, Cope i Marsh estaven fent grans descobriments de rèptils i mamífers prehistòrics a les capes fossilíferes de l'oest. Els paleontòlegs tenien el costum d'enviar telegrames escrits a correcuita a l'est per descriure les seves troballes, i només publicaven descripcions més completes quan tornaven del seu viatge. Entre els nous exemplars descrits per ells hi havia Uintatherium, Loxolophodon, Eobasileus, Dinoceras i Tinoceras. El problema és que moltes d'aquestes troballes no eren diferents les unes de les altres; de fet, Cope i Marsh sabien que alguns dels fòssils que recollien ja havien estat descoberts pels altres. Finalment, es veié que molts dels noms de Marsh eren vàlids, mentre que cap dels de Cope no ho era. Marsh també situà les noves espècies dins un ordre nou de mamífers, Cinocerea. Cope quedà humiliat i incapaç d'aturar els canvis del seu rival. En canvi, publicà un estudi analític de gran abast on proposava un nou model de classificació pels mamífers de l'Eocè, en què descartava els gèneres de Marsh a favor dels seus. Marsh no cedí pas i continuà afirmant que tots els noms que Cope proposà pels dinocerats eren incorrectes.

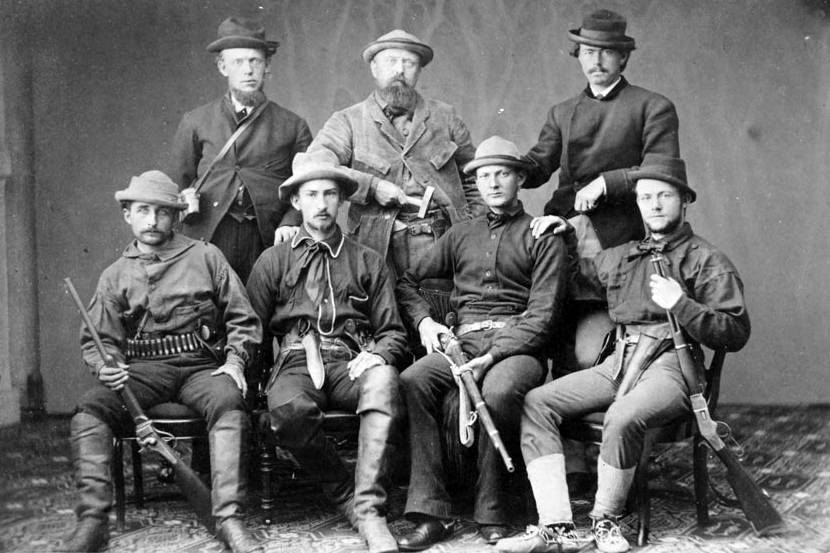
Marsh (al centre de la filera del darrere), envoltat per ajudants armats. Marsh no passava gaire temps al camp, i solia delegar aquesta tasca als seus agents.

Mentre els científics es discutien sobre la classificació i la nomenclatura, també tornaren a l'oest a la cerca de més fòssils. Marsh feu el seu últim viatge patrocinat per Yale el 1873, amb un gran grup de tretze estudiants i protegit per un grup de soldats que volien fer una demostració de força a la tribu dels sioux. A causa de les preocupacions sobre les seves expedicions més luxoses i cares d'anys anteriors, Marsh feu que els estudiants es paguessin les seves pròpies despeses, i el viatge només li costà 1.857,50 $ a Yale, molt menys que els 15.000 $ (més de 200.000 $ en curs actual) que Marsh havia demanat per l'expedició anterior. Aquesta expedició seria l'última de Marsh; durant la resta de la Guerra dels Ossos, Marsh preferí contractar recol·lectors locals. Tot i que tenia prou ossos per estar anys estudiant-los, l'apetit del científic per més ossos cresqué. Cope encara recollí més ossos aquella temporada que el 1872, tot i que la tendència de Marsh de contractar recol·lectors propis significava que el seu rival era persona non grata a Bridger. Cansat de treballar a les ordres de Hayden, Cope aconseguí una feina pagada amb l'Army Corps of Engineers, però quedà limitat per aquesta associació federal; mentre que Cope havia de seguir les prospeccions, Marsh podia buscar allà on volgués.
A mitjans de la dècada del 1870, l'atenció dels dos científics es dirigí vers Dakota del Sud, on el descobriment d'or a les Black Hills augmentà les tensions entre els nadius americans i els Estats Units. Marsh, que desitjava els fòssils que es trobaven en aquella regió, s'enredà en la política exèrcit-indis. Per tal de guanyar-se el suport del Cap Núvol Vermell dels sioux per poder prospeccionar, Marsh prometé pagar a Núvol Vermell pels fòssils trobats i tornar a Washington i fer pressió a favor seu quant al tema del seu tracte inadequat. Finalment, Marsh s'escapolí del campament i, segons el seu propi relat (possiblement embellit), acumulà vagons plens de fòssils i es retirà just abans que arribés un grup hostil de miniconjous. Marsh, per la seva banda, sí que intercedí en nom de Núvol Vermell davant del Departament de l'Interior i l'administració, però la seva intenció podria haver estat guanyar-se una reputació contra l'administració impopular d'Ulysses S. Grant. El 1875, tant Cope com Marsh feren una pausa en les seves recol·leccions, sentint la pressió financera i amb la necessitat de catalogar les seves troballes acumulades, però nous descobriments els farien tornar a l'oest abans del final de la dècada.

### 1877-1892: Els descobriments a Como Bluff
El 1877, Marsh rebé una carta d'Arthur Lakes, un professor d'escola de Golden (Colorado), en la que li informava de uan descoberta. Lakes, fent senderisme a les muntanyes de prop de Morrison amb un amic, H. C. Beckwith, havien descobert ossos enormes incrustats a les roques. Lakes descrigué a la seva carta que els ossos eren «aparentment una vèrtebra i un húmer d'algun saure gegantesc». Mentre esperava la resposta de Marsh, Lakes excavà més ossos «colossals» i els envià a New Haven. Com que Marsh trigava a respondre, Lakes també envià una remesa d'ossos a Cope.

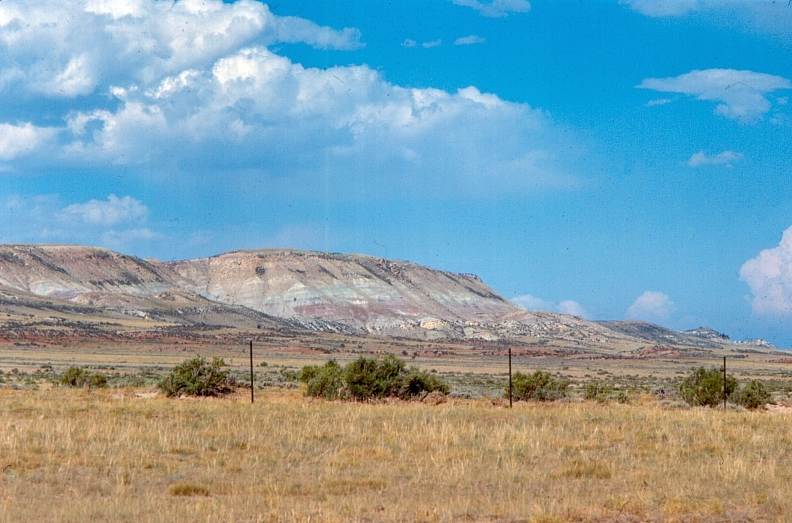
La formació de Morrison a Como Bluff (Wyoming).

Quan Marsh respongué a Lakes, pagà 100 dòlars al prospector, instant-lo a guardar secret sobre les troballes. Havent après que Lakes havia tingut correspondència amb Cope, envià el seu col·lector de camp Benjamin Mudge a Morrison per obtenir els serveis de Lakes. Al mateix temps, Marsh publicà una descripció dels descobriments de Lakes a l'American Journal of Science l'1 de juliol, i abans que Cope pogués publicar la seva pròpia interpretació de les troballes, Lakes li escrigué per dir-li que els ossos serien lliurats a Marsh, cosa que era un greu insult per Cope.
Una segona carta arribà de l'oest, aquesta vegada adreçada a Cope. O. W. Lucas era un naturalista que estava recollint plantes a prop de Cañon City (Colorado), quan descobrí un conjunt d'ossos fòssils. Després de rebre més mostres de Lucas, Cope conclogué que els dinosaures eren herbívors grans, remarcant alegrement que l'espècimen era més gran que qualsevol altre descrit fins aleshores, incloent-hi el descobriment de Lakes. Marsh s'assabentà dels descobriments de Lucas i ordenà a Mudge i el seu antic estudiant Samuel Wendell Williston que preparessin una pedrera a prop de Cañon de part seva. Malauradament per Marsh, s'assabentà per mitjà de Williston que Lucas estava trobant els millors ossos i havia refusat abandonar Cope per treballar per ell. Marsh feu tornar Williston a Morrison, on la petita pedrera de Marsh s'ensorrà i gairebé matà els seus ajudants. Aquest obstacle hauria posat fi al subministrament d'ossos de l'oest per Marsh si no hagués estat per una tercera carta, adreçada a ell.
A l'època dels descobriments de Lakes, s'estava construint el ferrocarril transcontinental a una zona remota de Wyoming. La carta de Marsh era de dos homes que s'identificaven com a Harlow i Edwards (els seus noms reals eren Carlin i Reed), treballadors de la Union Pacific Railroad. Els dos homes afirmaven haver descobert grans quantitats de fòssils a Como Bluff, i l'avisaren que hi havia altra gent a l'àrea «que buscaven aquestes coses», que Marsh interpretà com una referència a Cope. Williston, que acabava d'arribar exhaust a Kansas després de l'ensorrament de la pedrera de Morrison, fou enviat per Marsh a Como. El seu antic estudiant li envià un missatge, confirmant-li la veracitat tant de les grans quantitats d'ossos com dels informes que els homes de Cope estaven escorniflant per la zona. Tement repetir els mateixos errors que havia comès amb Lakes, Marsh envià ràpidament diners als dos nous caçadors d'ossos i els incità a enviar-li fòssils addicionals. Williston aconseguí un acord preliminar amb Carlin i Reed, que no havien pogut cobrar el xec de Marsh car estava escrit a ordre dels seus pseudònims; tot i així, Carlin decidí anar a New Haven per tractar directament amb Marsh. Marsh redactà un contracte que incloïa un pagament mensual fix, amb la possibilitat de primes addicionals per Carlin i Reed, segons la importància dels descobriments. Marsh també es reservà el dret d'enviar els seus propis «superintendents» per supervisar les excavacions, si era necessari, i aconsellà als homes que intentessin mantenir Cope fora de la regió. Malgrat una reunió cara a cara, Carlin no aconseguí obtenir millors condicions de Marsh. El paleontòleg obtingué el treball de Carlin i Reed sota els termes fixats, però quedaren plantades llavors de discòrdia i rancúnia a l'ànim dels caçadors d'ossos, car sentien que Marsh els havia coaccionat per acceptar el tracte. La inversió de Marsh en la regió de Como Bluff aviat donà bons resultats. Mentre que els recol·lectors de Marsh tornaren a l'est per passar-hi l'hivern, Reed envià vagons de fòssils per via fèrria a Marsh durant tot el 1877. A l'edició de desembre del 1877 de la revista American Journal of Science, Marsh descrigué i donà nom a dinosaures com ara l'estegosaure, l'al·losaure o Diplodocus.
Malgrat els avisos de Marsh de no alertar el seu rival als rics jaciments de Como Bluff, aviat s'estengueren els rumors sobre els descobriments. Carlin i Reed estigueren implicats en escampar aquests rumors, filtrant informació al Laramie Daily Sentinel, que publicà un article sobre les troballes a l'abril del 1878. L'article exagerà el preu que Marsh havia pagat pels ossos enviats a l'est, possiblement per augmentar el preu i la demanda de més ossos. Marsh, intentant cobrir la filtració, aprengué de Williston que Carlin i Reed havien mantingut contactes amb un home, que ostensiblement treballava per Cope, amb el nom de «Haines». Cope havia tingut notícia dels descobriments de Como Bluff, i havia enviat «lladres de dinosaures» a la zona en un intent de robar discretament fòssils sota els nassos de Marsh. Durant el gener del 1878, el malestar amb els pagaments infreqüents de Marsh augmentà, i Carlin començà a treballar per Cope.
Cope i Marsh utilitzaven el seu propi patrimoni per finançar expedicions cada estiu, i llavors passaven l'hivern publicant els seus descobriments. Aviat, petits exèrcits de caçadors de fòssils en vagons tibats per mules o trens estaven enviant literalment tones de fòssils cap a l'est. Els equips de Marsh eren els més extravagants; tenia un equip de com a mínim cinc treballadors que l'assistien en les ocasions en què es desplaçava ell mateix a l'oest. Cope, d'altra banda, en tenia prou amb dos companys, un cuiner i un guia. Les excavacions paleontològiques duraren quinze anys, entre el 1877 i el 1892. Tant els treballadors de Cope com els de Marsh patiren dificultats relacionades amb el temps, així com sabotatges i obstacles provocats pels treballadors de l'altre. Reed fou tancat a l'exterior de l'estació de tren de Como per Carlin i es veié obligat a transportar els ossos cingle avall i posar els espècimens en caixes al fred aspre. Cope ordenà a Carlin que bastís la seva pròpia pedrera a Como Bluff, mentre que Marsh envià Reed a espiar el seu antic amic. Quan la Pedrera #4 de Reed s'exhaurí, Marsh ordenà a Reed que retirés els fragments d'ossos de la resta de pedreres. Reed informà que havia destruït tots els ossos restants per evitar que caiguessin en mans de Cope. Preocupat que forasters estiguessin penetrant dins els límits de les pedreres de Reed, Marsh envià Lakes a Como perquè assistís en les excavacions, i al juny del 1879 visità Como ell mateix. Cope també feu una gira per les seves pedreres a l'agost. Tot i que els homes de Marsh continuaven obrint noves pedreres i descobrint més fòssils, les relacions entre Lakes i Reed empitjoraren, i ambdós dimitiren a l'agost. Marsh intentà calmar-los enviant-los als extrems oposats de les pedreres, però després de veure's obligat a abandonar una pedrera en mig d'un torb glacial, Lakes presentà la seva dimissió i tornà a l'ensenyament el 1880. La marxa de Lakes no alleujà les tensions entre els homes de Marsh; el substitut de Lakes, un home del món del ferrocarril anomenat Kennedy, creia que no havia de retre comptes a Reed, i les disputes entre ambdós feu que la resta de treballadors de Marsh abandonessin. Marsh intentà separar Kennedy i Reed, i envià el germà de Samuel Williston, Frank, a Como en un intent de mantenir la pau. Frank Williston acabà deixant el treball amb Marsh i anà a viure amb Carlin. Les excavacions de Cope a Como començaren a defallir, i els substituts de Carlin aviat abandonaren el treball.

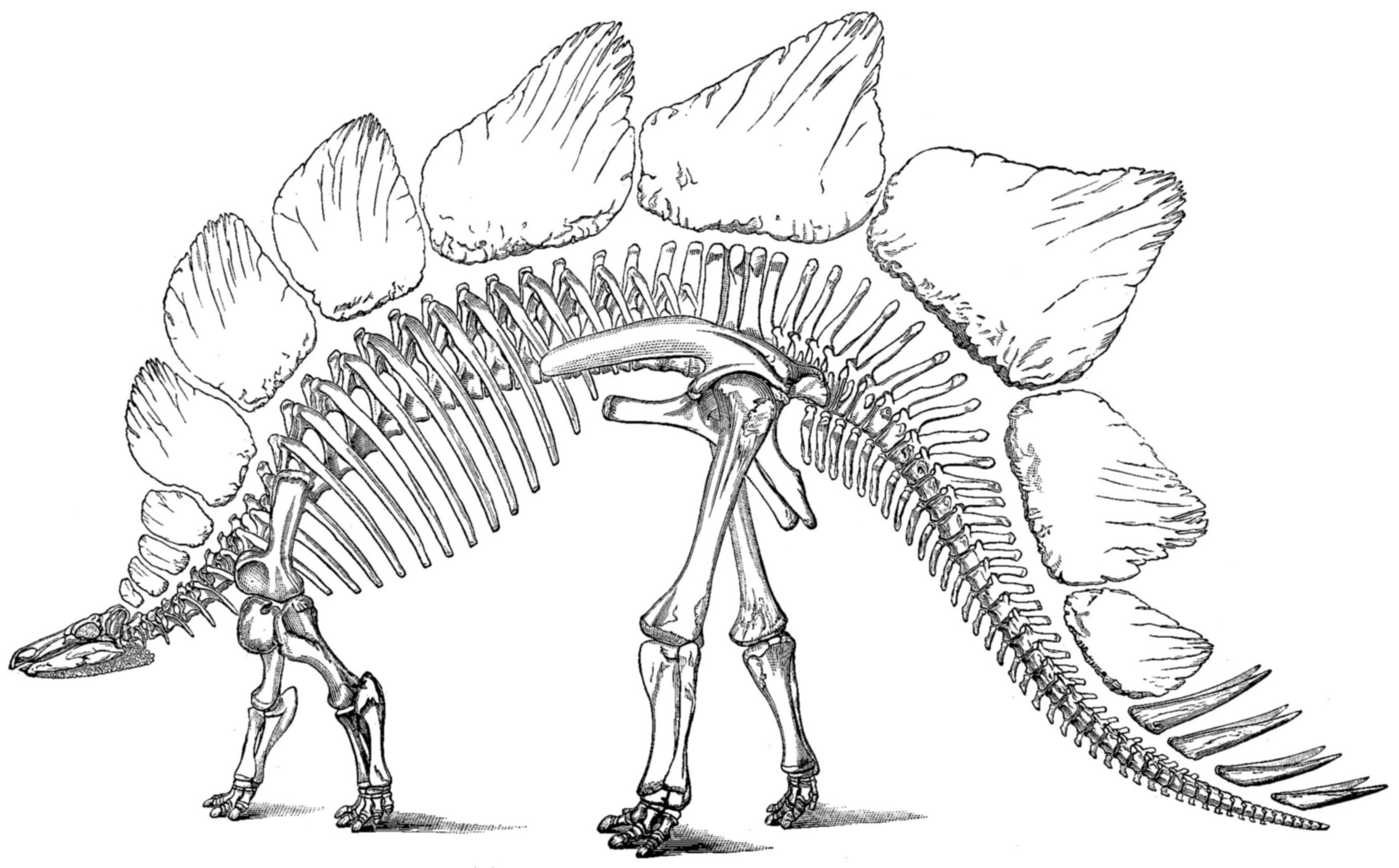
La il·lustració del 1896 de Marsh dels ossos de l'estegosaure, un dinosaure que descrigué i anomenà el 1877.

A mesura que progressava la dècada del 1880, els homes de Cope i Marsh tingueren una dura competència de part de l'altre bàndol i també de tercers que estaven interessats als ossos. El professor Alexander Emanuel Agassiz de Harvard envià els seus propis representants a l'oest, mentre que Carlin i Frank fundaren una empresa de venda d'ossos per vendre els fòssils al millor postor. Reed marxà i començà una carrera com a pastor d'ovelles el 1884, i les pedreres de Marsh a Como produïren poc material després de la seva marxa. Malgrat aquests obstacles, en aquell moment Marsh tenia més pedreres operacionals que Cope; Cope, que a principis de la dècada del 1880 tenia més ossos dels que podia encabir en una casa, havia quedat endarrerit en la cursa pels dinosaures.
Els descobriments de Cope i Marsh foren acompanyats per acusacions provocadores d'espionatge, robatori de treballadors i fòssils, i suborns. Ambdós eren tan protectius amb els seus jaciments que destruïen fòssils petits o danyats per evitar que caiguessin a les mans del seu rival, o omplien les excavacions amb terra i roca; quan supervisava les seves pedreres de Como el 1879, Marsh examinà troballes recents i en marcà algunes per destrucció. En una ocasió, els equips rivals dels científics es barallaren a pedregades.

## Disputes personals i els últims anys
Mentre Cope i Marsh competien per fòssils a l'oest americà, també feien tot el que podien per arruïnar la credibilitat professional de l'altre. Humiliat pel seu error a l'hora de reconstruir el plesiosaure Elasmosaurus, Cope intentà encobrir la seva equivocació comprant cada còpia que podia de la revista en què fou publicada la reconstrucció. Marsh, que havia apuntat l'error en primer lloc, s'assegurà de fer pública la història. La ràpida i prodigiosa producció de Cope d'articles científics significava que Marsh no tenia cap dificultat en trobar errors ocasionals amb què atacar Cope. Marsh no era pas més infalible; posà un crani equivocat a un esquelet d'apatosaure i el descrigué com un nou gènere, el brontosaure.
A finals de la dècada del 1880, l'atenció pública per la competició entre Cope i Marsh s'esvaí, atreta pels afers internacionals més que pel «salvatge oest». Gràcies a John Wesley Powell, cap del Servei Geològic dels Estats Units, i als contactes de Marsh amb els rics i els poderosos de Washington, Marsh fou posat al capdavant del servei governamental consolidat i estigué content de sortir del centre d'atenció sensacionalista. Cope es trobava en una situació bastant pitjor, havent gastat gran part dels seus diners comprant The American Naturalist, i tenia dificultats per trobar feina, degut en part al seu temperament, així com als aliats de Marsh en l'àmbit de l'educació superior. Cope començà a invertir en prospeccions d'or i plata a l'oest, i s'enfrontà a mosquits de la malària i un clima dur per tal de buscar fòssils ell mateix. A causa de problemes en la mineria i una manca de suport de part del govern federal, la situació financera de Cope es deteriorà constantment, fins al punt que la seva col·lecció de fòssils esdevingué la seva única possessió significant. Marsh, mentrestant, alienava fins i tot els seus ajudants lleials, incloent-hi Williston, amb el seu refús de compartir les conclusions que havia tret de les seves troballes, i els seus pagaments constantment laxos i infreqüents.
L'oportunitat de Cope d'aprofitar-se de les vulnerabilitats de Marsh vingué el 1884, quan el Congrés dels Estats Units començà a investigar el funcionament del servei geològic considerat. Cope s'havia fet amic de Henry Fairfield Osborn, aleshores professor d'anatomia a la Universitat de Princeton. Osborn era com Marsh en molts aspectes, sent lent i metòdic, però esdevindria una influència perjudicial contra Marsh. Cope buscà obrers descontents que alcessin la veu contra Powell i el Servei. De moment, Powell i Marsh foren capaços de refutar amb èxit les acusacions de Cope, i les seves al·legacions no arribaren a la premsa de gran públic. Osborn semblava indecís per endurir la seva campanya contra Marsh, de manera que Cope acudí a un altre aliat que havia esmentat a Osborn, «un home de la premsa de Nova York» anomenat William Hosea Ballou. Malgrat els obstacles en els intents d'expulsar Marsh de la seva presidència de l'Acadèmia Nacional de Ciències, Cope rebé un gran ajut financer després que la Universitat de Pennsilvània li oferís un lloc com a professor. Poc després aparegué l'oportunitat de Cope de donar un cop crític a Marsh.
Al llarg dels anys, Cope havia mantingut un diari elaborat dels errors i malvestats que havien comès Marsh i Powell; els errors i equivocacions d'ambdós foren apuntats i guardats al calaix de baix de l'escriptori de Cope. Ballou planejà la primera sèrie d'articles, en el que esdevindria una sèrie de debats a la premsa entre Marsh, Powell i Cope. Mentre que la comunitat científica coneixia la rivalitat de Marsh i Cope des de feia temps, el públic s'adonà de la conducta vergonyosa dels dos homes quan el New York Herald publicà una història amb el titular «Científics lliuren una aspra guerra». Segons l'autora Elizabeth Noble Shor, la comunitat científica fou estimulada:
| « | La majoria de científics d'aquell temps recularen d'horror – i continuaren llegint amb interès, descobrint que l'enemistat de Cope i Marsh havia arribat finalment a les portades. Els que eren més propers als camps científics que es discutien, la geologia i la paleontologia dels vertebrats, certament s'estremiren, particularment quan veieren que se'ls havia citat, mencionat o que el seu nom havia estat escrit malament. L'enemistat no era notícia per ells, car havia estat patent a les seves reunions científiques des de feia vint anys. La majoria d'ells ja havien triat un bàndol. | » |

En els articles de premsa, Cope atacà Marsh per plagiarisme i una mala gestió financera, i atacà Powell pels seus errors de classificació geològica i per malversar diners atorgats pel govern. Marsh i Powell pogueren publicar el seu costat de la història, llançant les seves pròpies acusacions contra Cope. Els articles de Ballou estaven poc estudiats, escrits i llegits, i Cope mateix estava escarmentat per un article del Philadelphia Inquirer que suggeria que els mandataris de la Universitat de Pennsilvània demanarien la dimissió de Cope a menys que presentés proves per les seves acusacions contra Marsh i Powell. Marsh mateix mantingué viva la història del Herald amb una ferotge rèplica, però a finals de gener la història s'havia esvaït dels diaris, i poc havia canviat entre els rivals acèrrims.
No se celebrà cap judici congressional per investigar el malversament de fons de Powell i ni Cope ni Marsh foren responsabilitzats dels seus errors, però part de les calúmnies de Ballou contra Marsh quedaren associades amb el Servei. Davant d'un sentiment anti-Servei inflamat per la sequera de l'oest i una preocupació sobre l'apropiació de granges abandonades de l'oest, Powell es trobà com a objecte d'un major escrutini pel House Appropriations Committee. Estimulat a actuar per la suposada extravagància de Marsh quant als fons del Servei, l'Appropriations Committee exigí que el pressupost del Servei fos detallat. Quan es posà fi a la seva apropiació el 1892, Powell envià un telegrama sec a Marsh indicant-li que esperava la seva dimissió, un afront personal a més de financer. Al mateix temps, molts dels aliats de Marsh s'estaven retirant o havien mort, reduint el seu crèdit científic. Just quan l'estil de vida extravagant de Marsh començava a passar-li factura, Cope aconseguí un càrrec al Servei Geològic de Texas, tot i que, encara escarmentat pels atacs personals que havia rebut durant l'afer del Herald, no continuà els seus atacs personals La sort de Cope continuà millorant durant la primera part de la dècada del 1890, quan fou promogut al lloc de Leidy com a Professor de Zoologia i fou elegit president de l'American Association for the Advancement of Science el mateix any que Marsh deixà el seu càrrec al capdavant de l'Acadèmia de Ciències. Tanmateix, a finals de la dècada la seva sort tornà a empitjorar, a mesura que Marsh recuperava part del seu prestigi, aconseguint la Medalla Cuvier, el guardó paleontològic més important.
La rivalitat de Cope i Marsh durà fins a la mort de Cope el 1897, quan ambdós ja s'havien arruïnat. Cope patí una malaltia debilitant en el crepuscle de la seva vida i hagué de vendre part de la seva col·lecció de fòssils i llogar una de les seves cases per arribar a fi de mes. Marsh hagué d'hipotecar la seva residència i demanar un sou a Yale per poder subsistir. Tanmateix, la rivalitat entre els dos romangué intensa, però cansada. Cope llançà un últim desafiament abans de morir. Donà el seu crani a la ciència per tal que es pogués mesurar el seu cervell, amb l'esperança que fos més gran que el del seu adversari; en aquell temps, es creia que la mida del cervell era l'autèntica mesura de la intel·ligència. Marsh no ho acceptà mai, i el crani de Cope suposadament encara està preservat a la Universitat de Pennsilvània. Es discuteix si el crani emmagatzemat a la Universitat és el de Cope; la Universitat ha afirmat que creu que el crani autèntic es perdé a la dècada del 1970, tot i que Robert Bakker ha dit que fractures superficials del crani i els informes del forense corroboren l'autenticitat del crani.

## Llegat

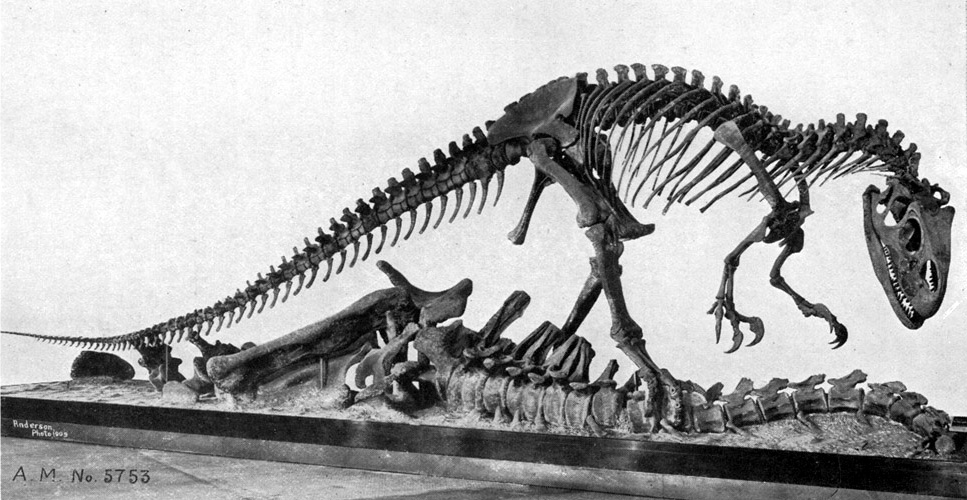
Un al·losaure gairebé complet (AMNH #5753) descobert pels caçadors de fòssils de Cope a Como Bluff el 1879. La troballa no fou desempaquetada fins després de la mort de Cope.

Basant-se purament en les xifres, Marsh «guanyà» la Guerra dels Ossos. Ambdós científics feren descobriments d'un valor científic increïble, però mentre que Marsh descrigué un total de 80 espècies noves de dinosaures, Cope només en descrigué 56. A l'última part de la Guerra dels Ossos, Marsh simplement tenia més homes i més diners a la seva disposició que Cope. Cope també tenia un ventall d'interessos paleontològics més ample, mentre que Marsh gairebé que només buscava rèptils i mamífers fòssils.
Alguns dels descobriments de Cope i Marsh es troben entre els dinosaures més coneguts, incloent-hi espècies de Triceratops, al·losaure, Diplodocus, estegosaure, camarasaure i Coelophysis. Els seus descobriments acumulats definiren l'aleshores naixent camp de la paleontologia; abans dels descobriments de Cope i Marsh, només s'havien descrit nou espècies de dinosaure a Nord-amèrica. A més, algunes de les seves idees, com l'argument de Marsh que els ocells descendeixen dels dinosaures, han estat confirmades; mentre que altres, incloent-hi la «llei de Cope», que postula que les espècies tendeixen a engrandir-se amb el temps, són considerades com amb poc o cap mèrit científic. La Guerra dels Ossos també dugué al descobriment dels primers esquelets complets, i l'augment de la popularitat dels dinosaures entre el públic. Com ho digué el paleontòleg Robert Bakker, «Els dinosaures provinents de Como Bluff no només ompliren museus, també ompliren articles de revistes, llibres de text, i ompliren la ment de la gent».
La guerra dels Ossos tingué un impacte negatiu no només sobre els dos científics sinó també sobre els seus companys i el camp sencer. L'animositat i el comportament públic entre Cope i Marsh malmeté la reputació de la paleontologia estatunidenca a Europa durant dècades. A més, el suposat ús de dinamita i sabotat per part dels treballadors d'ambdós científics destruí o enterrà centenars de restes fòssils potencialment crítiques. Joseph Leidy abandonà les seves excavacions, més metòdiques, a l'oest, car veia que no podia mantenir el ritme de la recerca temerària d'ossos de Cope i Marsh. Leidy també es cansà de les disputes constants entre els altres dos científics, amb el resultat que la seva retirada del camp marginalitzà el seu propi llegat; després de la seva mort, Osborn no trobà ni una sola menció de Leidy a les obres dels seus dos rivals. En la seva pressa per superar-se l'un a l'altre, Cope i Marsh muntaren de qualsevol manera els ossos que descobrien. Les seves descripcions d'espècies noves, basades en aquestes reconstruccions, portaren a una confessió i creences equivocades que perdurarien durant dècades després de la seva mort.
Una excavació realitzada el 2007-2008 de diverses de les pedreres de Cope i Marsh suggereix que part dels danys causats pels dos paleontòlegs era menor del que s'havia dit. Utilitzant els dibuixos de camp de Lakes, investigadors del Museu d'Història Natural de Morrison descobriren que en realitat Lakes no havia dinamitat les pedreres més productives de Colorado; el que havia fet era emplenar-les. El director del Museu, Matthew Mossbrucker, teoritzà que Lakes escampà la mentida «perquè no volia que la competència a la pedrera jugués a jocs mentals amb la banda de Cope».

### Adaptacions
A part de ser el tema de llibres històrics i paleontològics, la Guerra dels Ossos ha sigut el tema d'una novel·la gràfica, Bone Sharps, Cowboys, and Thunder Lizards, de Jim Ottaviani. Bone Sharps és una obra de ficció històrica, car Ottaviani presenta el personatge de Charles Robert Knight a Cope per raons de la trama, i altres esdeveniments han estat reestructurats. La Guerra dels Ossos fou tractada de manera més fantàstica, al llibre Bone Wars, de Brett Davis, en què també hi ha extraterrestres interessats en els ossos.